# خرت

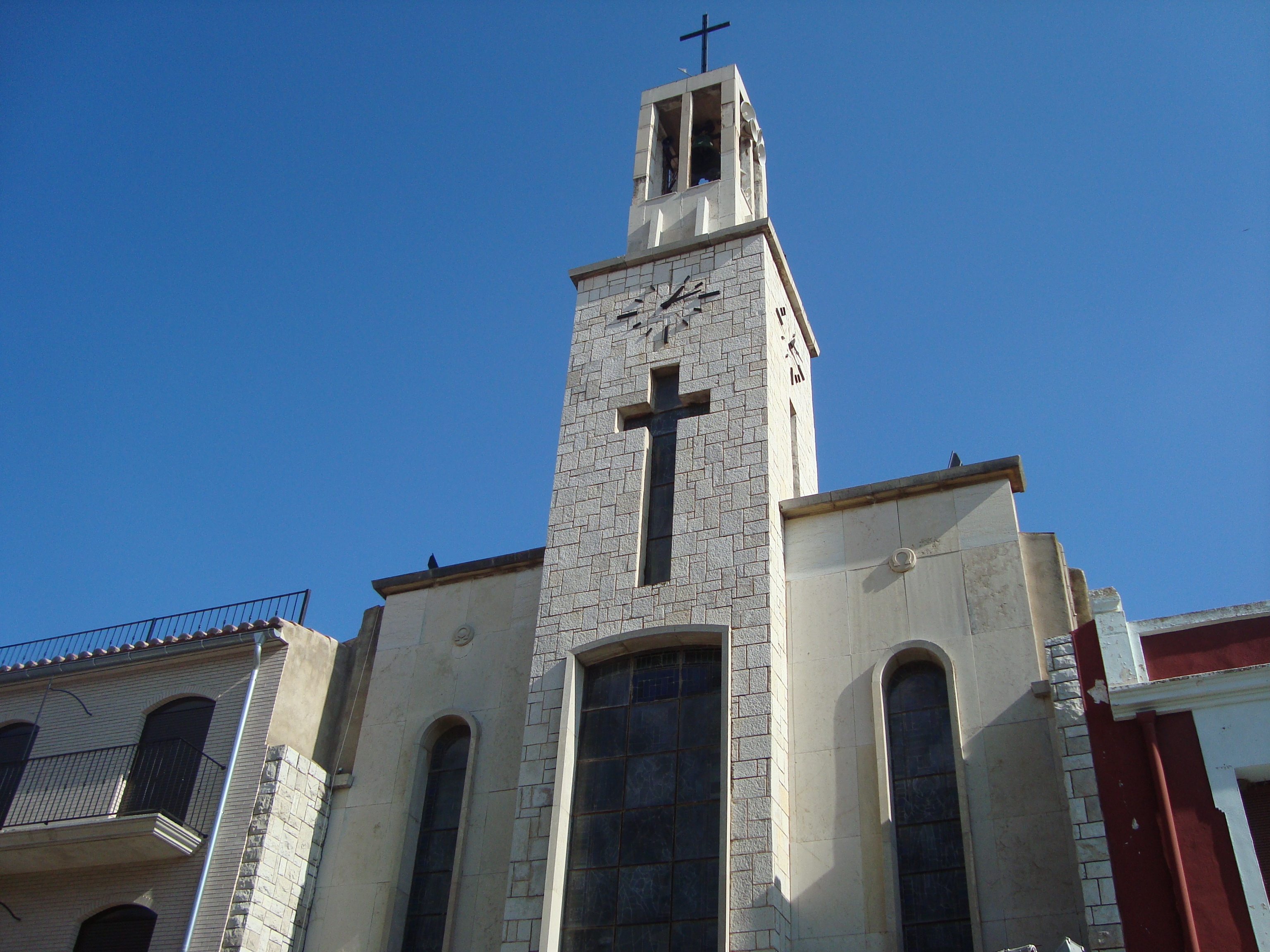

خرت ( Valencian pronunciation: [ˈtʃɛɾt] ) یک شهرداری در کمارکا بایکس ماسترات در جامعه والنسیا ، اسپانیا است.
کوه‌های معروف به مولز دی خرت بر فراز شهر بالا رفته و در محدوده اداری آن قرار دارند.

## تاریخ

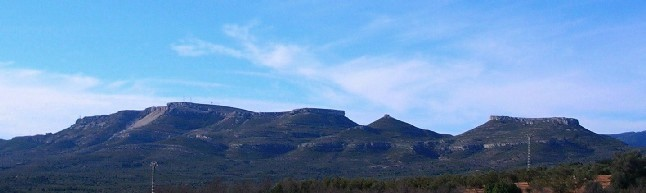
مولز دی خرت

بر روی تپه معروف به مولا مورادا بقایای یک روستای باستانی ایبری در عصر برنز وجود دارد. در زمان فتح امویان هیسپانیا خسرت یک شهر ساراسین بود که وابسته به سرورا بود. پس از سال 1233 توسط شوالیه‌های مهمان‌نواز تصرف شد، سپس در سال 1319، دستور مونته زمام امور را در دست گرفت تا اینکه قرن نوزدهم شاهد پایان مانورالیسم بود. در سال 1836 نبردهای تنومندی بین کارلیست‌ها و لیبرال‌ها در مناطق کوهستانی نزدیک خرت رخ داد.
در گذشته خرت به منظور سازماندهی گله داری گاو در منطقه خود، لیگالو مخصوص به خود را داشت. روستای لا بارسلا در سال 1609 و فونتانالز در زمان ماکی ها اسپانیایی در اواسط قرن بیستم متروک شد.

## روستاها
- انروگ ، 51
- لا بارسلا ، 0
- فونتانال ، 0

## لینک های خارجی

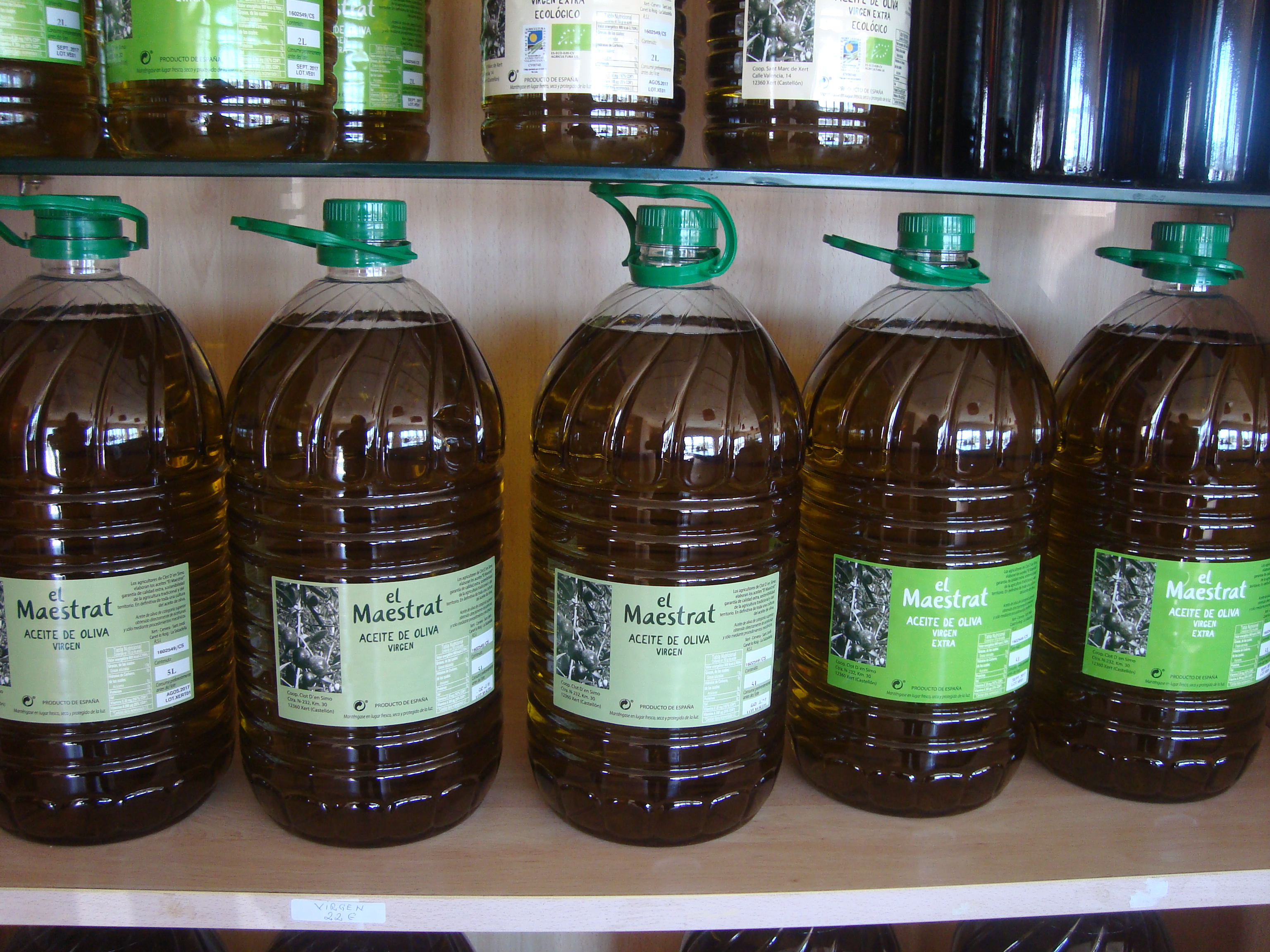
Aceite de Oliva de la Cooperativa Clot d'en Simó (Xert، Castellón)

- پاکو گونزالس رامیرز، پایس والنسیا، poble a poble، comarca a comarca
- موسسه والنسیا d'Estadística .
- Aceite de Oliva de la Cooperativa Clot d'en Simó (Xert، Castellón) توره قرون وسطی د لا ارمیتا د سنت مارک (Xert) Portal de la Direcció General d'Administració Local de la Generalitat

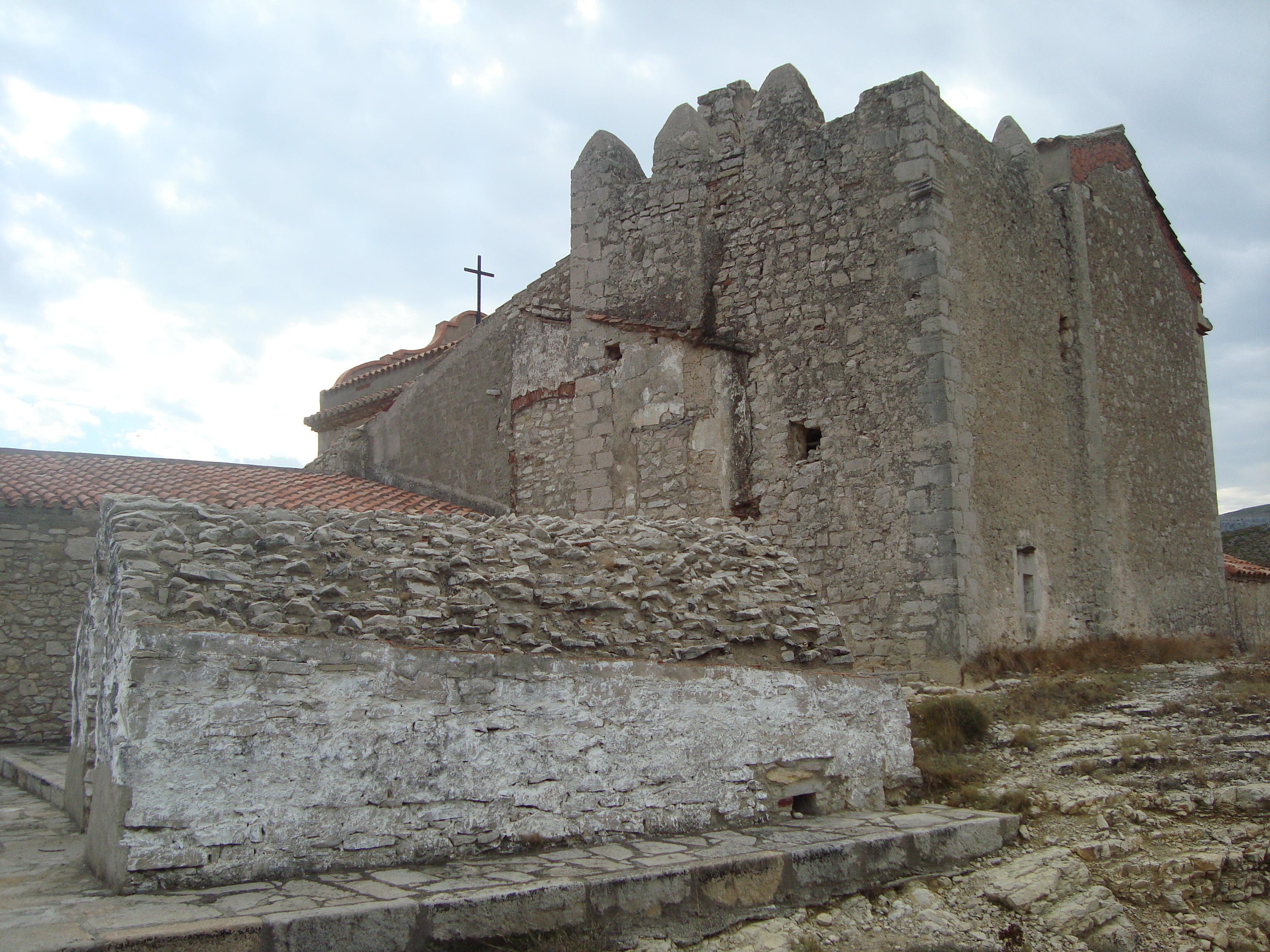
توره قرون وسطی د لا ارمیتا د سنت مارک (Xert)

الگو:Baix Maestrat